# Нижняя Ошма
Ни́жняя Ошма́ (тат. Түбән Ушма) — село в Мамадышском районе Республики Татарстан, административный центр Нижнеошминского сельского поселения.

## Этимология названия
Топоним произошел от татарского слова «түбән» (нижний) и ойконима «Ушма» (Верхняя Ошма).

## География
Село расположено на реке Ошма, в 8 км к западу от районного центра, города Мамадыш. 

## История
Село известно с 1680 года. В XVIII — первой половине XIX веков жители относились к категории государственных крестьян. Занимались земледелием, разведением скота, плотничным промыслом.
В «Списке населенных мест по сведениям 1859 года», изданном в 1866 году, населённый пункт упомянут как казённая деревня Нижняя Ошма 2-го стана Мамадышского уезда Казанской губернии. Располагалась при речке Ошме, на почтовом тракте из Мамадыша в Казань, в 7 верстах от уездного города Мамадыша и в 26 верстах от становой квартиры в казённой деревне Ахманова (Ишкеево). В деревне в 349 дворах жили 2087 человек (1040 мужчин и 1047 женщин). Были 3 мечети.
В начале XX века в селе функционировали 4 мечети, 4 мектеба, 2 кузницы, 4 мельницы, 10 мелочных лавок. В этот период земельный надел сельской общины составлял 3814,8 десятины. 
До 1920 года село входило в Красногорскую волость Мамадышского уезда Казанской губернии. С 1920 года в составе Мамадышского кантона ТАССР. С 10 августа 1930 года в Мамадышском районе.

## Население
| 1782 | 1859 | 1897 | 1908 | 1920 | 1926 | 1938 | 1958 | 1970 | 1979 | 1989 | 2002 | 2010 |
| ---- | ---- | ---- | ---- | ---- | ---- | ---- | ---- | ---- | ---- | ---- | ---- | ---- |
| 305  | 2073 | 2754 | 3185 | 2736 | 3040 | 2238 | 1531 | 1777 | 1559 | 1244 | 1071 | 1053 |

Национальный состав села: татары.

## Экономика
Основное занятие населения – полеводство, молочное скотоводство.

## Социальные объекты и достопримечательности
Средняя школа, дом культуры, библиотека.

## Религиозные объекты
Мечеть.